# Jordnötsallergi

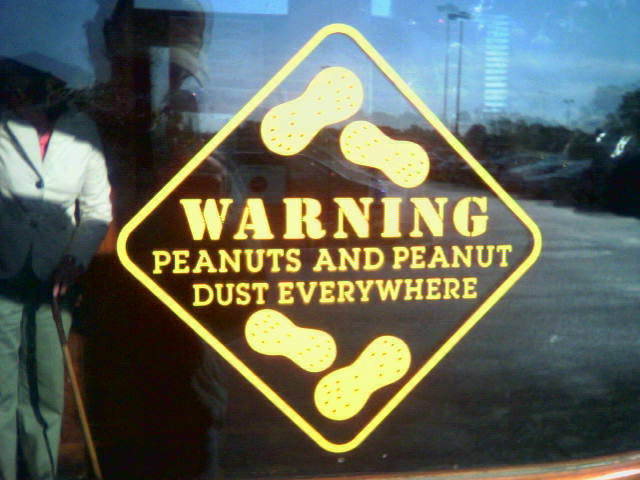
En engelskspråkig skylt som varnar för jordnötter i en lokal.

Jordnötsallergi är en födoämnesöverkänslighet mot ämnen i jordnötter. I Sverige är omkring 2 % drabbade (2017) vilket innebär att den är ganska vanlig. Det finns inga kända behandlingsmetoder och till skillnad från andra allergier finns inget som tyder på att den växer bort om ett barn blivit allergiskt.
En del allergiker kan drabbas av svåra symptom och anafylaktiska reaktioner redan av små mängder. Det är vanligt att allergiker känner sig drabbade av allergin bara genom att de känner doften och det har föranlett åtgärder ifall allergin kan vara luftburen. Till exempel har skolor och flera flygbolag slutat servera och saluföra jordnötter, och uppmanar alla passagerare att inte ha med jordnötter. Det är inte vetenskapligt påvisat att allergenerna, som är tyngre än andra luftburna allergener som pollen, är luftburna och kan ge allvarliga reaktioner den vägen. Uppgifterna tas ändå på stort allvar och det finns passagerare som avstår från att gå ombord om de inte garanteras nötfria kabiner och andra allergiker som nekats tillträde eftersom de inte kunnat visa att deras allergi inte är luftburen.
Jordnötter är en baljväxt, och därför är jordnötsallergi distinkt från nötallergi, men det finns ökad risk för allergi mot till exempel sojaprotein.

## Symptom
Vid jordnötsallergi reagerar bland annat antikroppar som immunoglobulin E med att släppa ut histaminer, vilket leder till att blodkärlen utvidgas och luftvägarna stryps.
Symptomen kan innefatta:
- kräkning
- diarré
- nässelutslag
- angioödem
- akuta magsmärtor
- atopiskt eksem
- astma
- anafylaxi

Anafylaxi kan vara ett livshotande tillstånd om det inte behandlas, då det kan medföra andnöd, blodtrycksfall och hjärtstillestånd.

## Orsaker
Den exakta orsaken till jordnötsallergi är inte känd. En studie från 2003 hittade inget samband med jordnötter i moderns kost under graviditet och amning. Andra studier har visat att ju tidigare ett barn utsätts för jordnötter, desto mindre är risken för allergi.